# Arthur Hennique
Pour les articles homonymes, voir Hennique.
Privat Agathon Benjamin Arthur Hennique, né le 29 juillet 1844 à Toulon et décédé le 22 août 1916 à Lorient, était un officier supérieur de la marine française.

## Biographie
Il fut aspirant en 1870 puis capitaine de frégate, commandant la canonnière Chacal durant la campagne française de conquête de la Tunisie en 1881. Il se distingua notamment lors de la prise de Sfax en juillet 1881 au sein de la flotte commandée par l'amiral Henri Garnault.
Durant l'année 1882, il étudia les navires de pêche tunisiens, italiens, maltais et grecs qu'il rencontra dans les eaux territoriales de la Tunisie. Ses observations relatives aux techniques de construction de ces navires et aux méthodes de pêche, particulièrement celle des éponges, sont consignées dans un ouvrage paru en 1888.
Il fut ensuite capitaine de vaisseau, commandant de l'Isly, croiseur protégé et léger de première classe, de la classe Alger, commandant de la division navale de Terre-Neuve et d'Islande vers 1899.
Il était le fils du général de brigade Privat François Agathon Hennique ainsi que le frère d'Agathon Nicolas Ernest Auguste Hennique et de Léon Hennique, romancier.

## Publications
- Les caboteurs et pêcheurs de la côte de Tunisie. Pêche des éponges